# Tropicana (azienda)
Tropicana Products, Inc., più semplicemente conosciuta come Tropicana, è un'azienda di proprietà della PepsiCo.
È uno dei principali produttori mondiale nel segmento dei soft drink concernenti i succhi di frutta, con un fatturato di 2,6 miliardi di euro.

## Storia
Tropicana venne fondata da Anthony T. Rossi, un emigrante italiano originario di Messina, nel 1947 in seguito alla creazione di un impianto di pastorizzazione e imbottigliamento di spremuta di arancia nella cittadina di Palmetto, in Florida.
Successivamente al lancio, nel 1954, viene introdotto un processo innovativo di pastorizzazione, denominato Tropicana Pure Premium e, pochi anni dopo, Tropicana è la prima società a commerciare le spremute della Florida nell'oltreoceano.
Nell'agosto del 1998, il marchio Tropicana viene acquistato dalla PepsiCo.
Nel 2007, la campagna di promozione mondiale del marchio ha avuto come protagonista la tennista Marija Šarapova.